# Cas Oorthuys

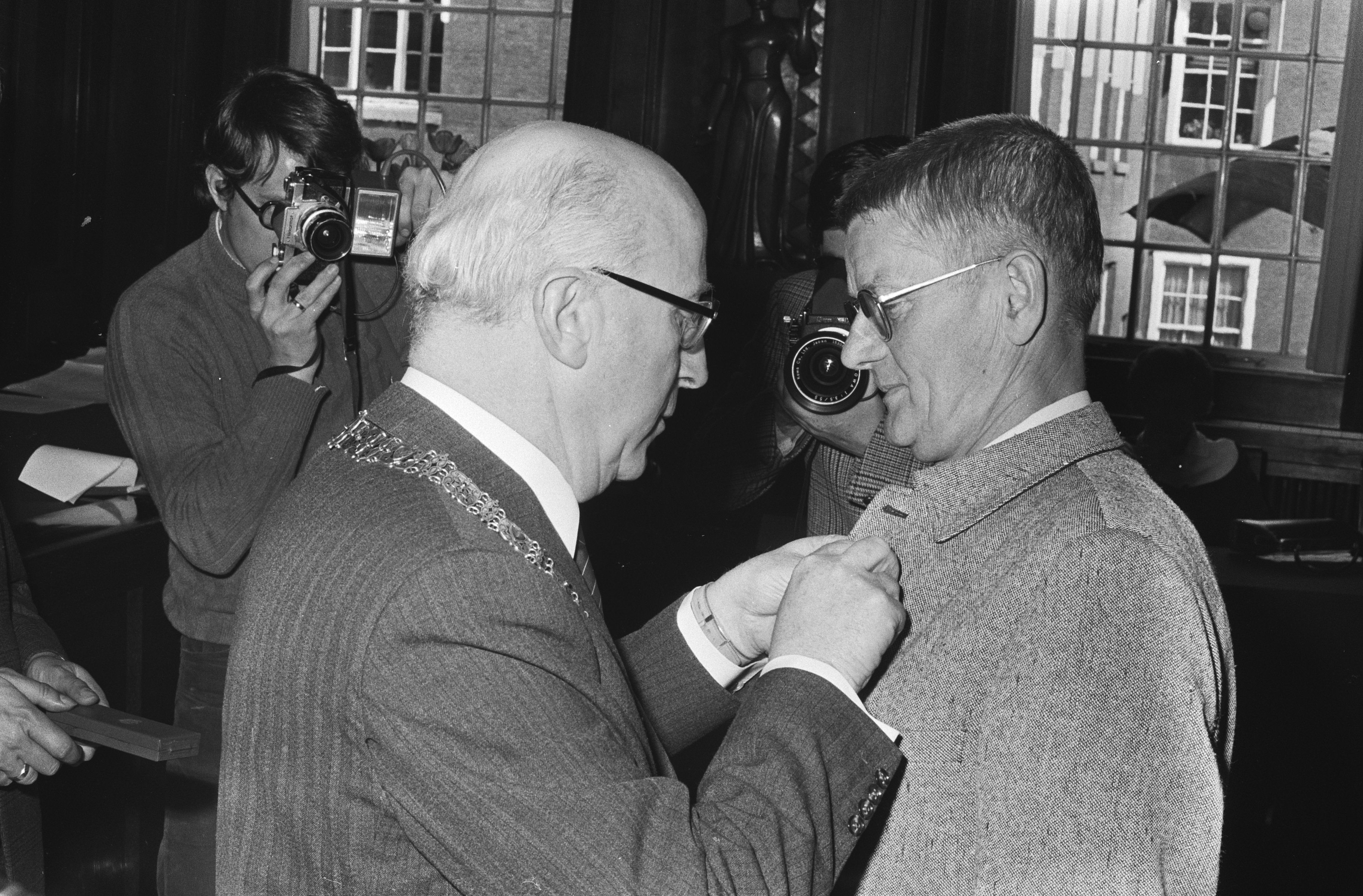
Oorthuys (1971)

Casparus Bernardus (Cas) Oorthuys (* 1. November 1908 in Leiden, Provinz Südholland; † 22. Juli 1975 in Amsterdam) war ein niederländischer Fotograf, Gestalter von Bucheinbänden und Widerstandskämpfer im Zweiten Weltkrieg.

## Leben
Oorthuys war der Sohn eines Geistlichen der Niederländisch-reformierten Kirche. Er lebte seit seinem ersten Lebensjahr in Amsterdam, wohin sein Vater versetzt worden war. Wegen seiner Dyslexie ging er in eine Handwerksschule (Ambachtsschool). Später besuchte er die Schule für Bauwesen, Bildende Künste und Kunsthandwerk in Haarlem, bevor er Bauwesen an einer Weiterführenden Schule, der Middelbare Technische School (Haarlem), studierte.
In seiner Zeit in Haarlem wurde Oorthuys Vegetarier, Kriegsgegner und Kommunist. Ab 1930 arbeitete er zwei Jahre lang als Bauzeichner in Diensten der Stadt Amsterdam. Durch die Folgen der Weltwirtschaftskrise wurde er entlassen. Er schloss sich als Arbeitsloser der Communistischen Partij Holland an. Zusammen mit Jo Voskuil (1897–1972) betrieb er in den Jahren 1932 bis 1935 die Werbefirma OV20 (Oorthuys-Vos 20). In diesen Jahren entwickelten sich seine Fotografien im Stil der Arbeiterfotografie mit großen Propagandaeffekten und zeigten die Welt der Armut, der stempelnden Arbeits- und Wohnungslosen. 1936 wurde er beim Verlag De Arbeiderspers (Die Arbeiterpresse) fest angestellt. Daneben arbeitete er als Reporter für Zeitschriften, für Buchillustrationen und Bucheinbände. In dieser Zeit organisierte er zusammen mit Voskuil eine Ausstellung, in der das wirkliche Deutschland in der Zeit der Olympischen Spiele 1936 in Berlin gezeigt wurde.

## Zweiter Weltkrieg
1941 wurde Oorthuys, wie alle Pressefotografen der Niederlande, gezwungen, dem Verband der Niederländischen Journalisten beizutreten. Er arbeitete an einem Fotoband des Agrarisch Fonds über die Landwirtschaft in den Niederlanden mit. In derselben Zeit fertigte er für den Untergrund Passfotos für gefälschte Ausweise und Fotos für andere Dokumente an. Im Mai 1944 wurde er verhaftet und verbrachte drei Monate im Durchgangslager Amersfoort. Im September 1944 tauchte er unter und begann mit anderen Fotografen, darunter Emmy Andriesse, eine Dokumentation über die Besatzungszeit.

## Nachkriegszeit
Nach 1945 ergriff Oorthuys die Partei der jungen Republik Indonesien, die jahrelang gegen die Wiederaufrichtung der Kolonialherrschaft in Niederländisch-Indien kämpfte. Sein unverblümt parteilicher Fotoband trägt den Titel Staat in wording (Staat im Werden).

## Fotografie

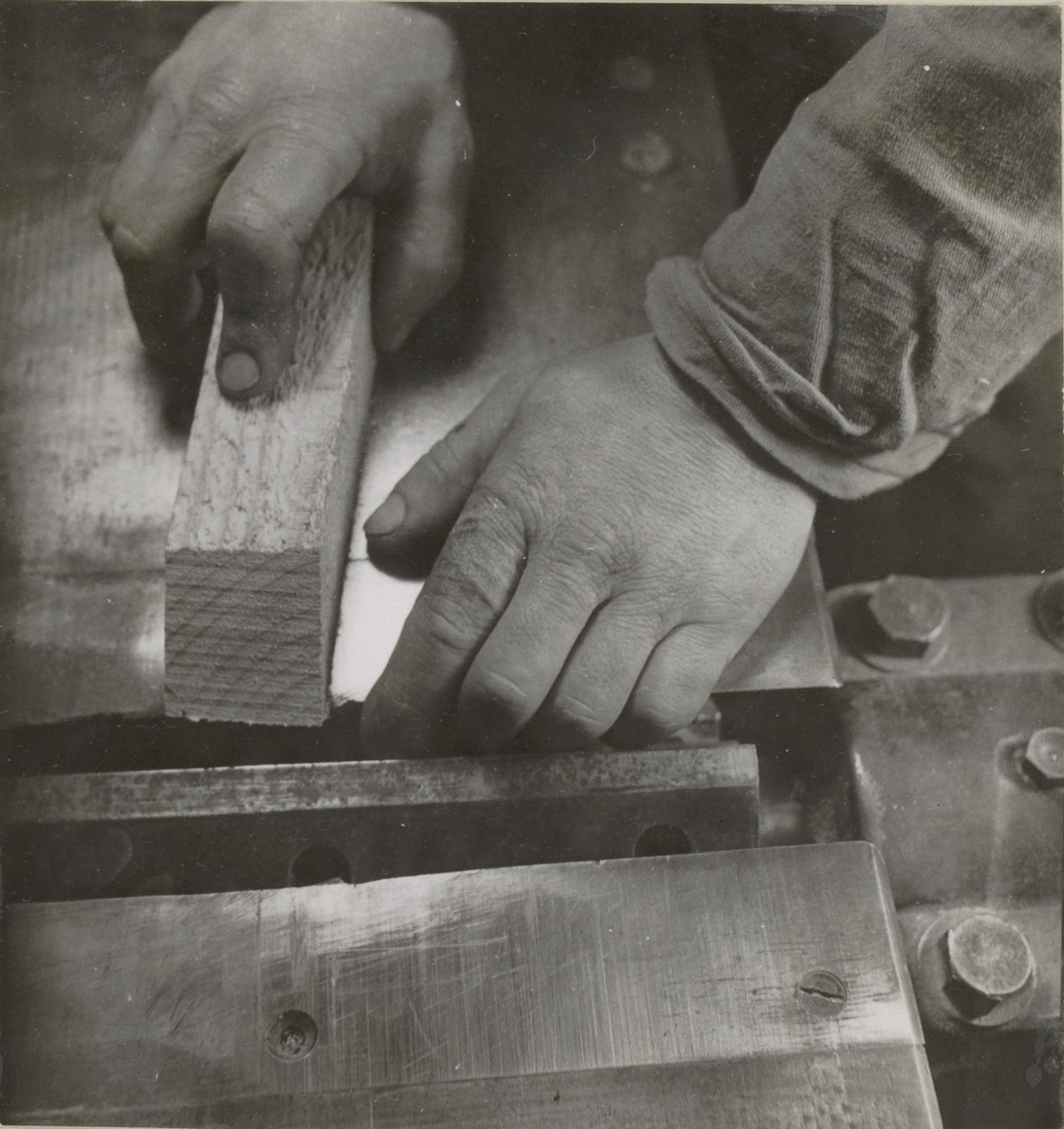
Abrichthobelmaschine
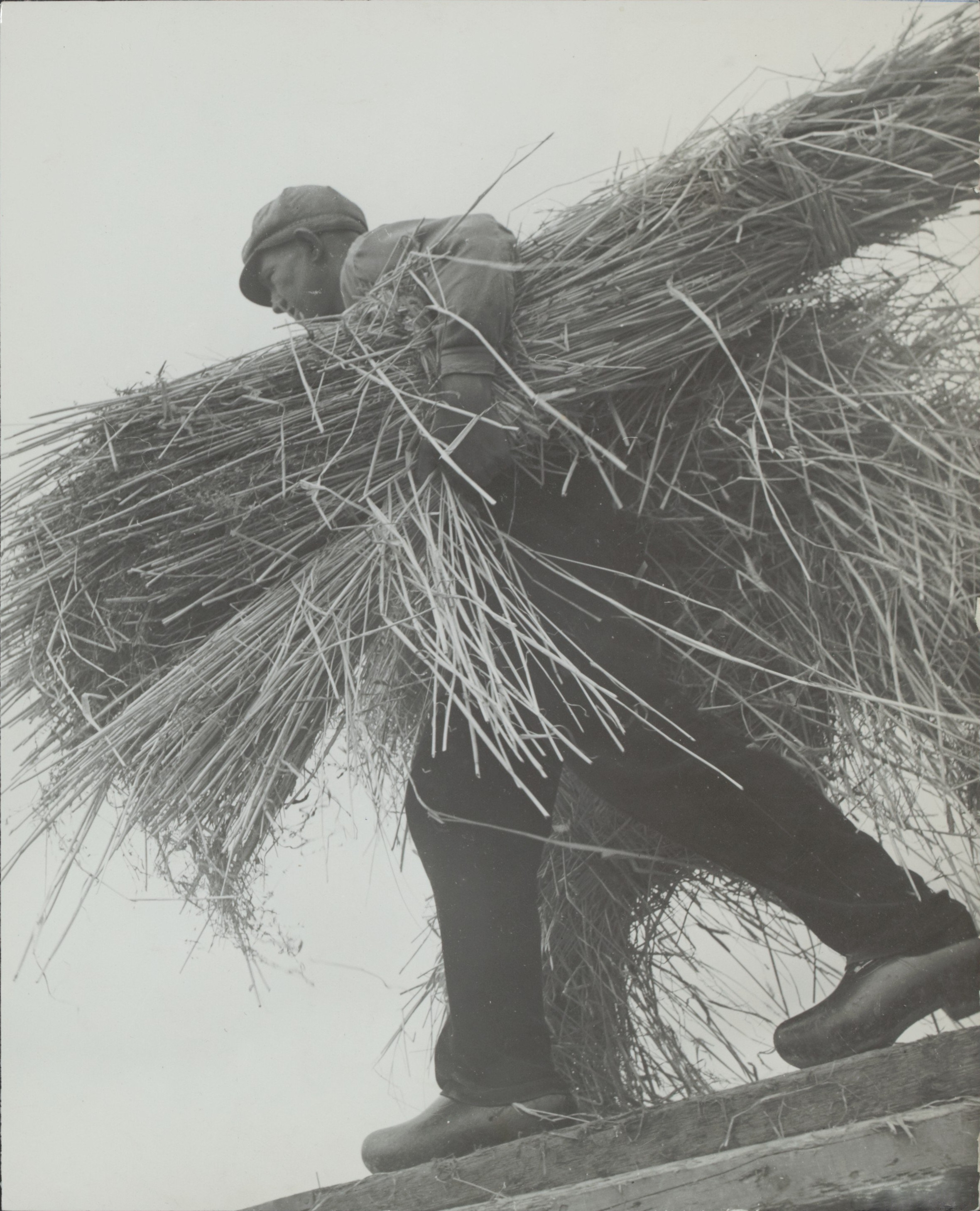
Walcheren (1945)
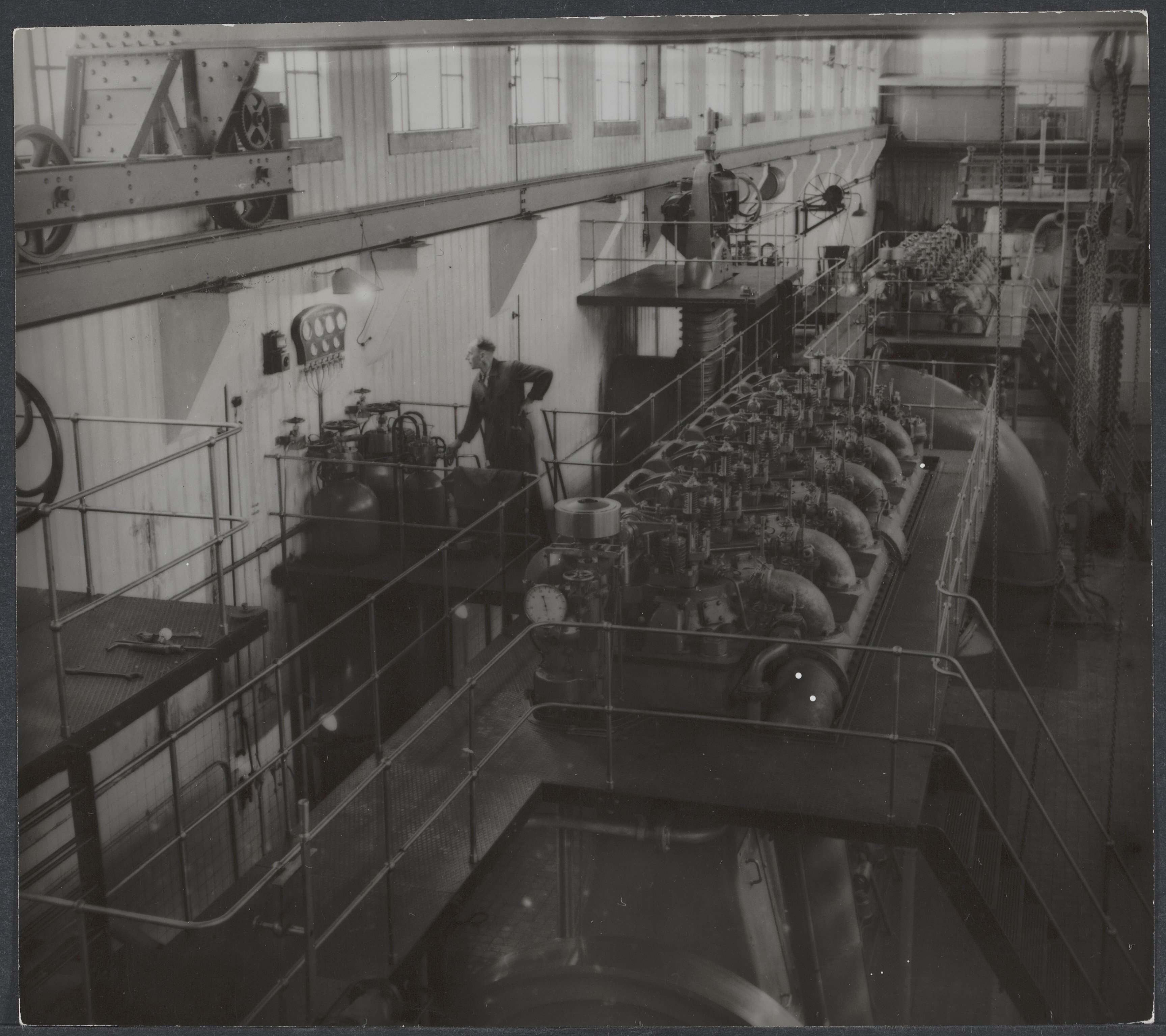
Wieringermeerpolder (1945)
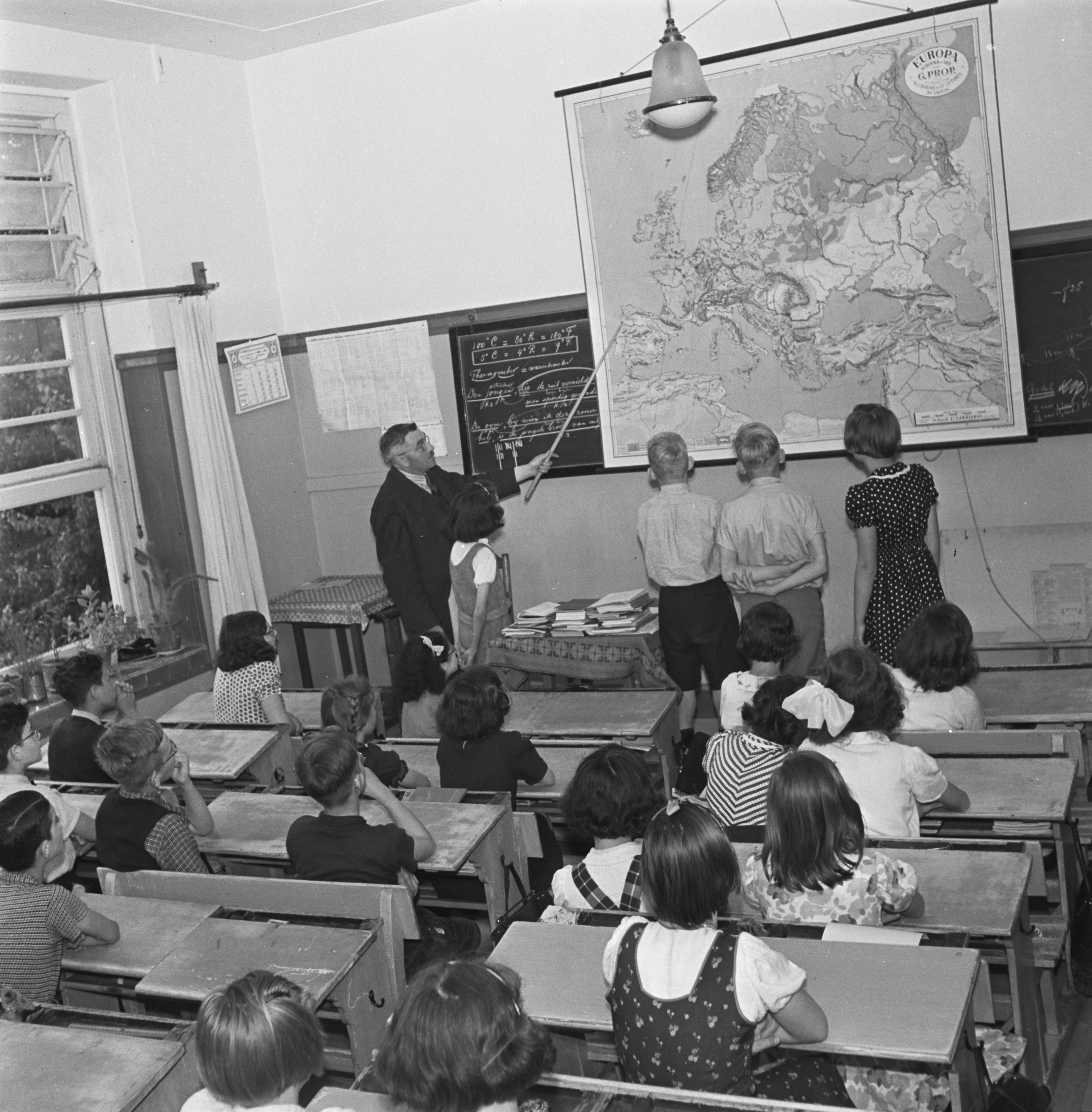
Schule (1946)

## Persönliches
Oorthuys war zweimal verheiratet und aus den Ehen entsprangen fünf Kinder. Die niederländische Briefmarke aus Anlass des 30. Jahrestags der Befreiung des Jahres 1975 wurde von ihm entworfen. Das Archiv des Fotografen aus der Zeit ab 1944 befindet sich im Nederlands Fotomuseum in Rotterdam.

## Veröffentlichungen
- 1961: Text von Pierre Cressard: Das ist die Bretagne. Axel Juncker Verlag, Berlin.
- Voici L'Alsace.
  - 1961: deutscher Text von Paul Ahnne: Das Elsass und Strassburg. Axel Juncker Verlag, Berlin.
- 1960: Text von H. Molendijk: Das ist Amersfoort. Contact, Amsterdam/Antwerpen.
- De Waddeneilanden.
  - 1959: Text von Eva Zandstra: Die holländischen Watteninseln. Contact, Amsterdam/Antwerpen.
- 1958: Text von Marisa Ferro: Die italienische Riviera. Axel Juncker Verlag, Berlin.
- 1958; Text von B. Delépinne: Das ist Brüssel und die Weltausstellung. Axel Juncker Verlag, Berlin.
- 1957: Text von Neville Braybrooke: Das ist London. Vom Morgengrauen bis Mitternacht, Axel Juncker Verlag, Berlin.
- 1955: Text von K. Jonkheere: Das ist Belgien. Axel Junker Verlag, Berlin.
- 1955: Text von Jon Kelk: Nederland in Foto's, de/en/nl. contact, Amsterdam/Antwerpen
- 1952: Text von Han G. Hoekstra: Das ist Amsterdam. vom Morgengrauen bis Mitternacht, Axel Juncker Verlag, Berlin.
- 1952: Text von Jan Kornelis Kelk: Das ist Holland, Axel Juncker Verlag, Berlin.
- 1952: Text von Jan Brusse: Bonjour Paris - Bonsoir Paris - Au revoir Paris, Hotel-Plan, Zürich.